# 2070-talet
2070-talet kommer att bli ett decennium som startar 1 januari 2070 och slutar 31 december 2079.

## Händelser
- 2070
  - 17 september – Risk för att det jordnära objektet 2000 SG344 kolliderar med jorden.[1]
- 2075
  - Ozonskiktet förväntas ha återhämtat sig helt.[2]
- 2078
  - 14 november – Merkuriuspassage.[3]